# Герчук, Елена Юрьевна
Елена Юрьевна Герчук (род. 28 ноября 1954, Москва) — советская и российская художница книги, искусствовед и художественный критик.

## Биография
Родилась в семье искусствоведа Юрия Герчука.
Окончила Московский полиграфический институт (1981) как художница книги. Сотрудничала с издательствами «Просвещение», «Советский художник», «Терра», «Аграф», «Самокат» и др., в 1993—1998 гг. главная художница издательства «Весть». Оформила, среди прочего, поэтические сборники Новеллы Матвеевой, Давида Самойлова, Виктора Санчука. Внимание специалистов привлекла созданная Герчук книга «Пословицы русского народа в картинках» (2007), в которой она

не только проиллюстрировала Даля, но сама выбрала полсотни пословиц, побуждающих к сюжетному воплощению. Именно так: каждая строка или сочетание нескольких фольклорных строк разворачиваются в маленькую сценку с откровенным психологическим подтекстом, который превращает старую-старую пословицу в живую разговорную речь.

Выставлялась как художница-график, с 1990 г. член секции графики Московского Союза художников.
В 1990 г. дебютировала как художественный критик, выступая в печати преимущественно по вопросам книжного дизайна. В 1999—2003 гг. вела постоянную рубрику «Искусство книги» в газете «ExLibris — НГ», публиковалась также в других периодических изданиях, в том числе под псевдонимами Елена Фаюм и Иммануил Греч. С 2006 г. обозреватель журнала «Как».
В 2011 г. выпустила монографию «Архитектура книги», в которой, по словам самой Герчук, идеи В. И. Рывчина о дизайне учебной литературы развиты и адаптированы применительно к дизайну книги вообще. По мнению кандидата искусствоведения П. Родькина,

Современный дизайн книги связан с целым комплексом эстетических и технологических проблем и соблазнов, которые, в конечном счете, являются частью большого феномена книги. Е. Герчук не схематизирует и не догматизирует этот феномен, а разбирается в его сути, раскрывая возможности для профессионального развития, что делает «Архитектуру книги» насущной и необходимой в библиотеке каждого дизайнера.

Член Международной Ассоциации искусствоведов с 2004 г.

## Книги
- Архитектура книги. — М.: ИндексМаркет, 2011. — 208 с.